# 東京の空
『東京の空』（とうきょうのそら）は、エレファントカシマシの7枚目のオリジナル・アルバム。1994年5月21日にEpic/Sony Recordsから発売。

## 概要
前作から丁度1年ぶりにリリース。
ディスクジャケット写真撮影はハービー山口。撮影地は東京都港区芝公園（東京タワー）、新宿区西新宿（東京都庁）。
本作を以てEpic/Sony Recordsとの契約が終了。同社からリリースされた最後のオリジナル作品となる。

## 収録曲
全作詞・作曲・編曲：宮本浩次（特記以外）
1. この世は最高! (3:59)
  - 9thシングル曲。
2. もしも願いが叶うなら (4:04)
3. 東京の空 (12:37)
  - トランペットで近藤等則が参加。1994年9月15日と2004年7月31日に開催された日比谷野外音楽堂ライヴで同曲を披露。
4. 真冬のロマンチック (3:39)
  - 9thシングルのカップリング曲。
  - ピアノでDr.KYON（BO GUMBOS）が参加。
5. 誰かのささやき (3:55)
6. 甘い夢さえ (3:21)
7. 涙 (2:22)
8. 極楽大将生活賛歌 (3:52)
  - 8thシングル曲。
  - 表記はないがアルバムミックス。
9. 男餓鬼道空っ風 (3:35)
10. 明日があるのさ (2:46)
  - 弦編曲：村山達哉
11. 星の降るような夜に (3:38)
  - 作詞・作曲：高緑成治・宮本浩次）
  - 8thシングルのカップリング曲。
  - 表記はないがアルバムミックス。
12. 暮れゆく夕べの空 (6:05)